# Jean-Marie Musivi Mpendawatu
Jean-Marie Mate Musivi Mupendawatu (* 18. Juli 1955 in Lubero, Nord-Kivu, Demokratische Republik Kongo) ist ein römisch-katholischer Geistlicher.

## Leben
Jean-Marie Musivi Mpendawatu empfing am 26. August 1982 das Sakrament der Priesterweihe für das Bistum Butembo-Beni.
Papst Benedikt XVI. ernannte ihn am 14. Juli 2011 zum Sekretär des Päpstlichen Rates für die Pastoral im Krankendienst. Diese Tätigkeit endete mit der Auflösung des Rates zum 1. Januar 2017.